# 원정 (원)
원정(元貞, 1295년 1월 ~ 1297년 2월)은 원나라 성종(成宗) 테무르 올제이투 칸의 첫 번째 연호이다. 2년 2개월 가량 사용하였다.

## 개원
- 지원(至元) 31년 11월 27일[1](율리우스력 1294년 12월 15일)에 연호를 원정(元貞)으로 정하고, 다음 해 1월 1일[2](율리우스력 1295년 1월 17일)에 개원함.[3][4][5][6]

- 원정(元貞) 3년 2월 27일[7](율리우스력 1297년 3월 21일)에 연호를 대덕(大德)으로 개원함.[8][4][9][6]

## 연대 대조표
| 원정 | 서기(西紀) | 간지(干支) |
| 원년 | 1295년     | 을미(乙未) |
| 2년  | 1296년     | 병신(丙申) |
| 3년  | 1297년     | 정유(丁酉) |

## 동시대 연호

### 중국
- 진공애(陳空崖) 정치(正治) (1297년)

### 베트남
- 흥롱(興隆) (1293년 ~ 1314년)

### 일본
- 에이닌(永仁) (1293년 ~ 1299년)

## 같이 보기
- 중국의 연호